# アルメニア王国

アルメニア王国

アルメニア王国の地図

アルメニア王国（アルメニアおうこく）は、紀元前190年から紀元前66年まで独立していた王国であり、428年までローマとペルシア帝国に従属していた国家である。1世紀にキリスト教の布教が行われ、世界で初めて301年にキリスト教を国教とした。大アルメニア王国とも呼ばれる。

## 歴史

### 独立まで
アルメニアは王国として独立するまで、アケメネス朝、アレクサンドロス帝国、セレウコス朝のサトラッピ（州）であった。アルメニア人はおもに交易の担い手としてメソポタミア、小アジア、地中海方面で活躍していた。セレウコス朝のアンティオコス3世（在位：紀元前223年 - 紀元前187年）がマグネシアの戦い（紀元前190年 - 紀元前189年）でローマ軍に敗れると、アルメニアのサトラップ（太守、総督）であったアルタクシアスとザリアドレスはローマ軍の賛同を得て独立を宣言し、それぞれアルメニア王国、ソフィーネ王国を建国する。

### アルタクシアス朝
アルメニア王国はその創立者アルタクシアス1世（在位：紀元前189年 - 紀元前159年）にちなんでアルタクシアス朝と呼ばれる。アルタクシアス朝（紀元前189年 - 66年）はかつてのウラルトゥ帝国の版図を中心として約2世紀の間、その支配を確立することとなる。
アルタクシアス1世の在位中、アルメニア語は公用語としての地位を確立するが、諸々の記録にアルメニア文字が使われるようになるには、紀元後3世紀から5世紀の人とされる聖メスロプ（メスロプ・マシュトツ）の出現を待たねばならない。したがって、アルメニア文字によるアルタクシアス朝当時の記録は存在しない。アルタクシアス1世の在位中、東西に分裂していたアルメニアの統一が紀元前165年に提案されたが、彼の生存中に果たすことはできなかった。

### アルメニア王国の繁栄
アルタクシアス朝を継いだ者の中で、アルメニア史において「帝王」の名を冠して呼ばれるのはティグラネス2世（ティグラネス大王と呼ばれる）ただ一人である。ティグラネス2世（在位：紀元前95年 - 54年）はアルメニア人の間では「王の中の王」として伝説的な存在にすらなっている。ティグラネス2世の統治のもと、アルメニアの東西が統一され、アルメニア王国は古代史上における最盛期を迎えることになる。
ティグラネス2世はパルティアから広大な領土を得ただけでなく、大アルメニア帝国の確立を目指して各地を転戦し、その遠征先はパレスチナのプトレマイオスにまで達したといわれる。さらにティグラネス2世は領土を拡大し、イベリア、アトロパネテ、アルバニアをはじめとするコーカサスの諸地域も紀元前83年までに帰属させた。これらの征服地はシリアと南方の一部を放棄させられた以外、ほぼ500年間アルメニアのアルタクシアス朝によって統治されていた。しかし、その晩年にはセレウコス朝とも婚姻関係を持っていた義父のポントス王ミトラダテス6世とローマ帝国との紛争に巻き込まれ、シリアをはじめとする一部領土を放棄してローマ帝国の同盟国となることでその独立を承認された。

### ローマとパルティアの支配
ネロの治世下、ローマは同盟を結んだアルメニアに侵略してきたパルティアと55年から63年まで戦った。60年のアルメニア奪還と62年の喪失の後、ローマはパンノニアから第十五アポロン軍のシリア総督コルブロを派遣する。コルブロは第十五アポロン軍の他、第三ガリア軍、第五マケドニア軍、第十フレテンシス軍と第二十二軍を率いて63年、アルメニアの王位をティリダテス1世に復位させたヴォロガセス1世の領域に入った。これ以来、パルティアが望む人物を王に就け、戴冠はローマ皇帝およびその代理が行うという両属体制が出来た。名目上はローマ帝国の属国で、実質はパルティアの属国という折衷案である。
114年、第5次パルティア戦争を有利に運んだトラヤヌスは、一時的にアルメニアを属州化した。しかし、新たに属州化したメソポタミア地域の維持に耐えかねたローマ帝国は118年にこれらの属州を放棄した。その後、再びアルメニア王国の支配に戻った。
ヴォロガセス4世がアルメニアに侵略し、旗下の将軍を王位に就かせたことによって162年から165年までルキウス・ウェルス帝の戦役が引き起こされた。パルティアの脅威に対し、ウェルスは東へ出発した。彼の軍は大勝を治め、首都を取り返した。ローマ市民権を持ち、アルメニアの相続権利を持つソハエムスが傀儡王として即位した。

### アルメニア王国の衰退
サーサーン朝ペルシアは252年アルメニアを占領し、ローマが287年に取り戻すまで保持した。384年に、王国は東ローマとペルシアの間で分裂した。西アルメニアは即座に小アルメニアという名でローマの属州となった。東アルメニアは428年までペルシアの内部でそのまま王国として残った。その後、地方貴族が王制を廃止、サーサーン朝が行政官を送り込んだ。アルメニアは301年にキリスト教（後のアルメニア使徒教会）を国教としたが、キリスト教の国教化は世界初のことであった。アルメニア人の間にはキリスト教は浸透しており、ローマ側においても、ペルシア側に併合された地域でもキリスト教の信仰は衰えることはなかった。

## 言語
紀元前2世紀までの大アルメニア（カラバフを含む）ではアルメニア語が話されており、現在のアルメニア人はその直接の言語学的な子孫であると考えることが可能である。

## 歴代君主
アルタクシアス朝（紀元前189年 - 66年）
1. アルタクシアス1世（紀元前189年 - 紀元前159年）
2. アルタウァスデス1世（紀元前159年 - 紀元前123年）
3. ティグラネス1世（紀元前115年 - 紀元前95年）
4. ティグラネス2世（紀元前95年 - 紀元前54年）
5. アルタウァスデス2世（紀元前56年 - 紀元前34年）
6. アルタクシアス2世（紀元前33年 - 紀元前20年）
7. ティグラネス3世（紀元前20年 - 紀元前7年） - ローマ指名
8. ティグラネス4世（紀元前7年 - 紀元前2年）
  - エラトー（紀元前7年 - 紀元前2年） - 共同統治
9. アルタウァスデス3世（紀元前3年 - 1年） - ローマ指名
10. アリオバルザーネス（2年 - 4年） - ローマ指名
11. アルタウァスデス4世（4年 - 6年） - ローマ指名
12. ティグラネス5世（？ - ？）
13. エラト（？ - ？） - 復位
  - 空位（？ - 12年）
14. ウォノーネス（12年 - 16年） - パルティアから
15. オローデス（16年 - 18年）
16. アルタクシアス3世（18年 - 34年） - ローマ指名
17. アルサケス1世（34年 - 35年）
18. オローデス（35年） - 復位
19. ミトリダテス（35年 - 37年） - ローマ指名
  - 空位（37年 - 41年）
20. ミトリダテス（41年 - ？） - ローマ指名、復位
21. ラダミストゥス（50年代）
22. ティリダテス1世（50年代 - 60年代）
23. ティグラネス6世（60年頃） - ローマ指名

アルサケス朝の旗

  - 空位（63年 - 66年）

アルサケス朝（66年 - 428年）
1. ティリダテス1世（英語版）（66年 - 88年） - ローマ指名、復位
2. サナトルセス（88年 - 110年）
3. アクシダレス（110年 - 113年）
4. パルサマシリス（113年 - 114年）
  - ローマ属州（114年 - 117/118年）
5. ヴォロガセス1世（117/118年 - 144年） - パルティア王ヴォロガセス3世
6. ソハエムス（144年 - 161年）
7. バクル（アウレリアス・パコルス）（161年 - 164年）
8. ソハエムス（164年 - 186年？） - 復位
9. ヴォロガセス2世（186年 - 198年） - パルティア王ヴォロガセス5世
10. コスロヴ1世（198年 - 217年）
11. ティリダテス2世（217年 - 252年）
12. コスロヴ2世（252年）
  - サーサーン朝支配アルタバデス（252年 – 287年）
13. ティリダテス3世（287年 - 330年）
14. コスロヴ3世（330年 - 339年）
15. ティグラネス7世（339年 - 350年）
16. アルサケス2世（350年 - 368年）
  - サーサーン朝支配（368年）
17. パパス（370年 - 374年）
18. ヴァラスダテス（374年 - 378年）
19. アルサケス3世（378年 - 387年）
  - ヴォロガセス3世（378年 - 386年） - 共同統治
20. コスロブ4世（387年 - 389年）
21. ヴラムシャプー（389年 - 417年）
  - 地方独立政府（417年 - 422年）
22. アルタクシアス4世（422年 - 428年）

## 参考資料
- 佐藤信夫『新アルメニア史 人類の再生と滅亡の地』泰流社、1988年。ISBN 4884706676。
- 國原吉之助 訳『世界古典文学全集22 タキトゥス』筑摩書房、1965年。ISBN 4480203222。
- ジャン・ピエール・アレム 著、藤野幸雄 訳『アルメニア』白水社〈文庫クセジュ〉、1986年。ISBN 4-560-05679-X。